# Buch Judit
| Falschschreibung | Dieser Artikel orientiert sich in der Namensschreibweise an der Einheitsübersetzung gemäß Wikipedia:Namensgebung biblische Namen. |

| Geschichtsbücher des Alten Testaments |
| --- |
| - Pentateuch - Buch Josua - Buch der Richter - Buch Rut - 1. Buch Samuel - 2. Buch Samuel - 1. Buch der Könige - 2. Buch der Könige - 1. Buch der Chronik - 2. Buch der Chronik - Buch Esra - Buch Nehemia - Buch Tobit - Buch Judit - Buch Ester - Stücke zum Buch Ester - 1. Buch der Makkabäer - 2. Buch der Makkabäer |
| Namen nach dem ÖVBE Eingerückt: Deuterokanonisch (katholisch und orthodox) bzw. Apokryphen (evangelisch) |

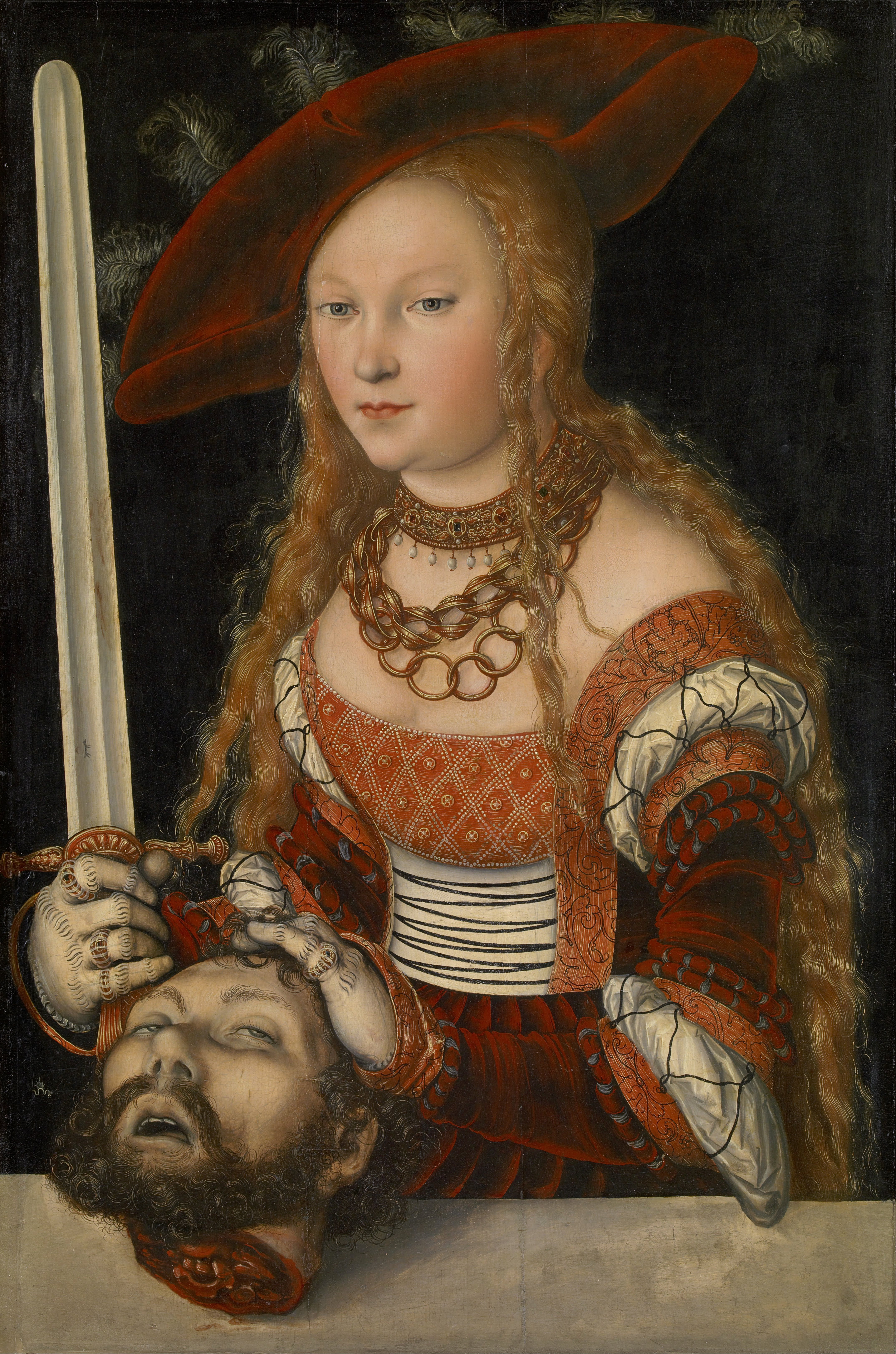
Lucas Cranach der Ältere, Judith mit dem Kopf des Holofernes, 1530, Kunsthistorisches Museum Wien

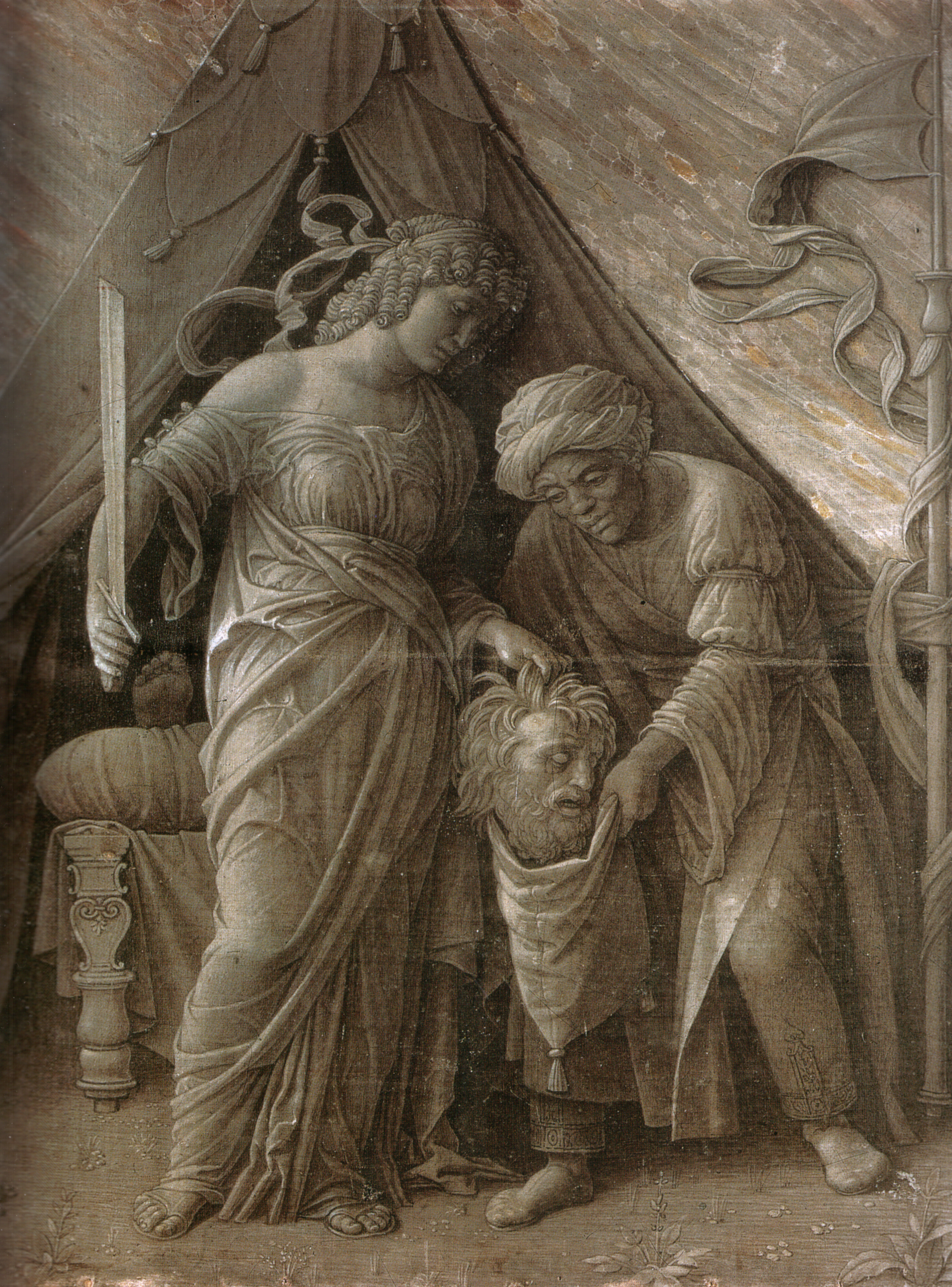
Andrea Mantegna, Judith mit dem Kopf des Holofernes 1460–1506, National Gallery of Ireland

Das Buch Judit (hebräisch יְהוּדִית Jəhūdīt, deutsch ‚Judäerin, Jüdin‘) ist eine frühjüdische Schrift, die erstmals in der griechischen Septuaginta (LXX) auftaucht und wahrscheinlich im hellenistischen 1. Jahrhundert v. Chr. verfasst wurde. Da ein hebräisches Original nicht bekannt war, ist das Buch Judit in der Jüdischen Bibel (Tanach) nicht enthalten. In der römisch-katholischen Kirche und der orthodoxen Kirche zählt es als deuterokanonisches Buch zum Alten Testament. In den evangelischen Kirchen wird es jedoch nicht als Teil des biblischen Kanons angesehen und ist daher nur in manchen Bibelausgaben unter den „Apokryphen“ zwischen Altem und Neuem Testament zu finden.
Das Buch berichtet von der Witwe Judit, die unbewaffnet in das Heerlager des assyrischen Generals Holofernes geht und ihn mit seinem eigenen Schwert enthauptet. Sie übernimmt damit indirekt die Rolle des Mose und rettet das Volk Israel.

## Überlieferung
In den jüdischen Kanon nahm man das Buch nicht auf. Es wurde Bestandteil des Griechischen Alten Testaments und wird bis heute von Katholiken und Orthodoxen, nicht aber von evangelischen Christen als Teil der Christlichen Bibel angesehen. Das Buch ist in einer vermutlich nicht originalen hebräischen Fassung sowie in griechischen Fassungen, einer aramäischen und als lateinische Übersetzung überliefert. Bei letzterer ließ Hieronymus vom Originaltext nur die Hälfte übrig. Er hebt Judit als keusch hervor – im griechischen Text und in anderen lateinischen Übersetzungen kommt das Wort nicht vor. Im Ursprungstext handelt Judit ohne Gottes offensichtliche Hilfe – Hieronymus lässt Gott in die Handlung eingreifen.

## Die Geschichte

### Die Belagerung
Verärgert wegen mangelnder Unterstützung in einem – siegreich beendeten – Krieg sendet der assyrische König Nebukadnezar seinen Oberbefehlshaber Holofernes mit einem gewaltigen Heer gegen alle Länder des Westens. Sie sollen erobert und bestraft werden; alle, die Widerstand leisten, sollen schonungslos dem Tod und der Plünderung preisgegeben werden. Holofernes zieht verheerend durch einen Teil von Kleinasien und Syrien und kommt so auch an die Nordgrenze von Palästina (Kap. 1–3 ).
Die Israeliten treffen nach Anweisung ihres Hohenpriesters sogleich Verteidigungsmaßnahmen und sperren die Bergpässe, wenden sich aber auch mit Buße und Gebet an Gott den Herrn (Kap. 4 ). Demgemäß sieht sich Holofernes vor der kleinen Bergfestung Betulia, die den Schlüssel zum nördlichen Palästina bildet, aufgehalten. Voll Grimm darüber erkundigt er sich bei den moabitischen und ammonitischen Fürsten in seinem Heer, welches Volk es sei, das ihm so zu widerstehen wage. Die Antwort gibt ihm der Ammoniterfürst Achior in einem vollständigen Abriss der jüdischen Geschichte, als deren Resultat er hinstellt, dass die Israeliten unüberwindlich seien, solange sie ihren Gott den Einzigen nicht beleidigten (Kap. 5 ). Hiermit zieht Achior sich den Unwillen aller assyrischen Größen zu, insbesondere auch, weil der assyrische König auf die höchste göttliche Verehrung Anspruch erhebt und jede fremde Religion vertilgen will. Demzufolge lässt Holofernes den Ammoniterfürsten gebunden nach Betulia führen, wo er sich bei der Einnahme der Feste von der Torheit seiner Behauptung und der Allgewalt der Assyrer überzeugen und dann elend mit den Juden zu Grunde gehen soll.
Von den Israeliten aufgenommen, erregt er durch seine Erzählung großen Schrecken; doch fassen die Israeliten sich wieder im Vertrauen auf den allmächtigen Gott (Kap. 6 ). Als aber Holofernes Betulia mit 182.000 Mann einschließt und die Wasserleitung abschneidet, sinkt den Belagerten der Mut. Als sich die Wasservorräte zu Ende neigen, fordern die Belagerten am 34. Tag der Belagerung den Stadtobersten Usija auf, die Festung zu übergeben. Usija verspricht, ihnen nachzugeben, wenn binnen fünf Tagen keine Rettung kommt (Kap. 7 ).

### Judit rettet das Gottesvolk

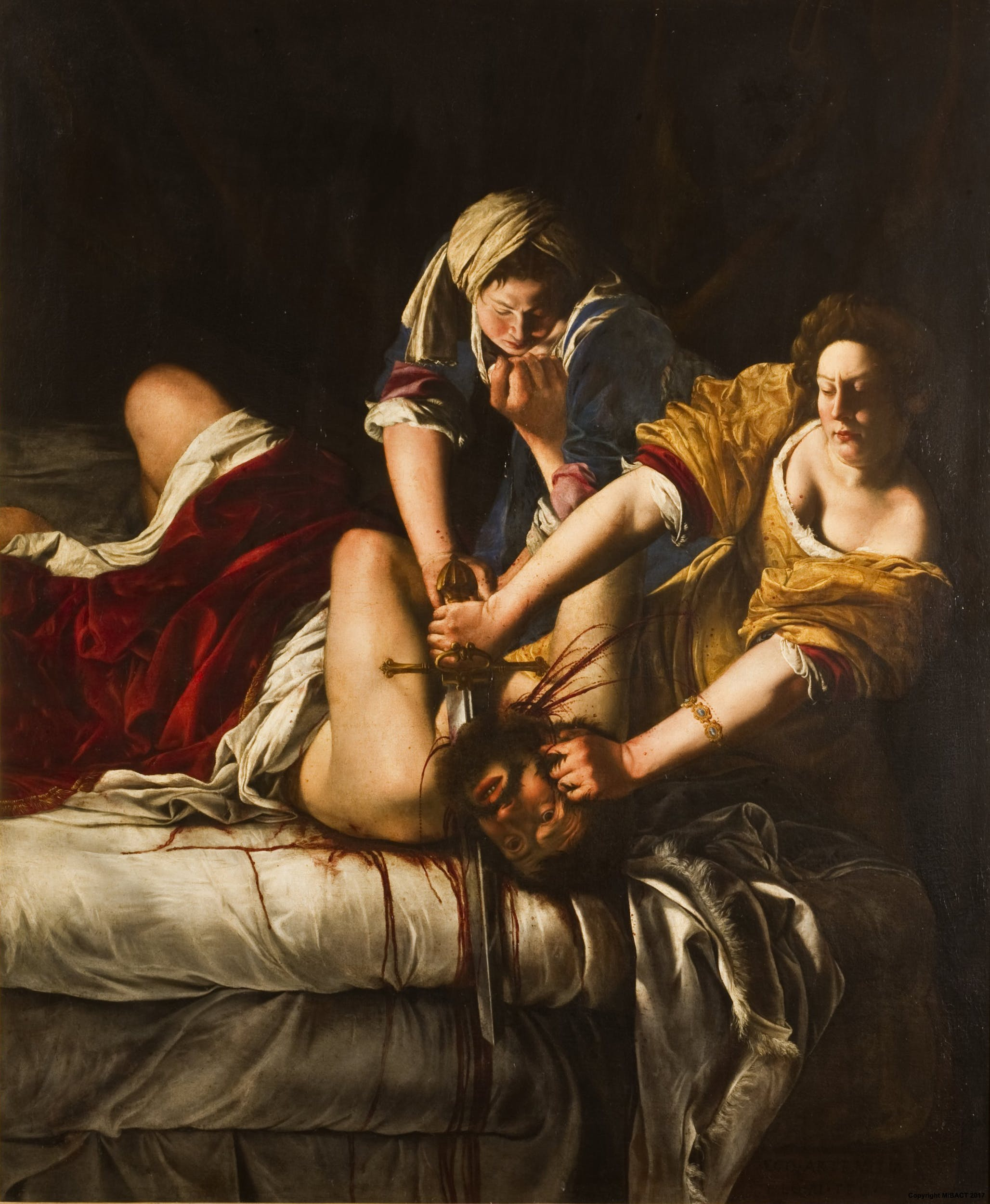
Artemisia Gentileschi, Judit enthauptet Holofernes, 1620, Uffizien

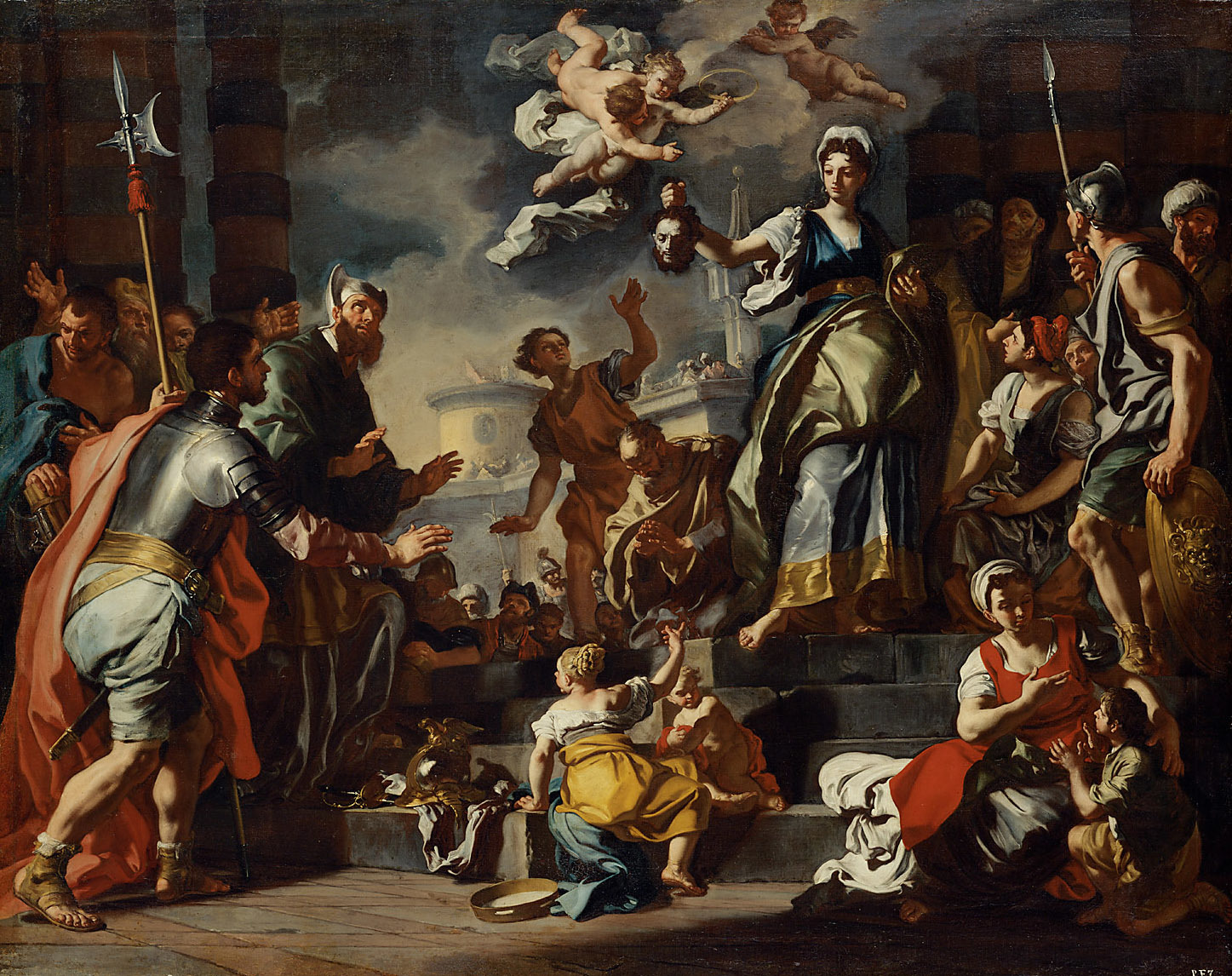
Francesco Solimena, Judith mit dem Kopf des Holofernes, 18. Jh., Kunsthistorisches Museum Wien

Von diesem Abkommen hört die fromme Witwe Judit, die Tochter Meraris von Betulia, deren Gatte Manasse drei Jahre zuvor zur Zeit der Gerstenernte an einem Hitzschlag verstorben ist. Sie wird im Buch Judit wie folgt beschrieben:

„Sie hatte eine schöne Gestalt und ein blühendes Aussehen. Ihr Gatte Manasse hatte ihr Gold und Silber, Knechte und Mägde, Vieh und Felder hinterlassen, die sie in ihrem Besitz hielt. Niemand konnte ihr etwas Böses nachsagen, denn sie war sehr gottesfürchtig.“

Judit ist ganz anderer Ansicht. Sie macht den Ältesten der Stadt Vorhaltungen wegen ihres Mangels an Gottvertrauen und begehrt für sich und ihre Magd freie Passage durch das Stadttor (Kap. 8 ). Nachdem ihr diese zugesagt wird, wirft sie sich in inbrünstigem Gebet vor Gott nieder, um dessen Segen zu ihrem kühnen Plan zu erflehen (Kap. 9 ). Dann schmückt sie sich aufs Herrlichste und geht mit ihrer Magd ins assyrische Lager. Hier angekommen, erregt sie durch ihre Schönheit großes Aufsehen und wird sogleich zu Holofernes geführt (Kap. 10 ). Es gelingt ihr, diesen durch kluge Reden zu berücken (Kap. 11 ), so dass sie Freiheit erhält, im assyrischen Lager aus und ein zu gehen. Bei einem Mahl am 40. Tag der Belagerung, welches ihr zu Ehren gegeben wird, ist Holofernes so betrunken (Kap. 12 ), dass die mit ihm allein gelassene Judit ihm mit seinem eigenen Schwert das Haupt abschlagen kann. Dieses bringt sie zum freudigen Erschrecken der eingeschlossenen Israeliten mit sich zurück nach Betulia (Kap. 13 ).
Auf Achior macht dies solchen Eindruck, dass er sich zur jüdischen Religion bekennt. Nach Judits Rat wagen nun die Belagerten einen Ausfall, wodurch auch den Assyrern bekannt wird, was geschehen ist. (Kap. 14 ). Voll Schrecken darüber suchen sie ihr Heil in wilder Flucht, und das ganze Lager wird eine Beute der Israeliten. Darüber hoch gefeiert (Kap. 15 ), gibt Judit in einem Loblied ihrer Dankbarkeit gegen Gott Ausdruck und zieht sich dann wieder in die Stille des Witwenlebens zurück. Solange Judit lebt, und noch lange nach ihrem Tod, gibt es niemanden mehr, der Israel erschrecken kann (Kap. 16 ).

## Zur Wirkungsgeschichte in Kunst, Literatur und Musik

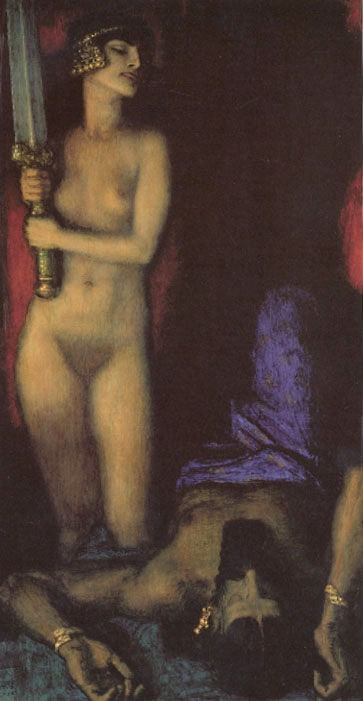
Franz von Stuck – Judith, 1927

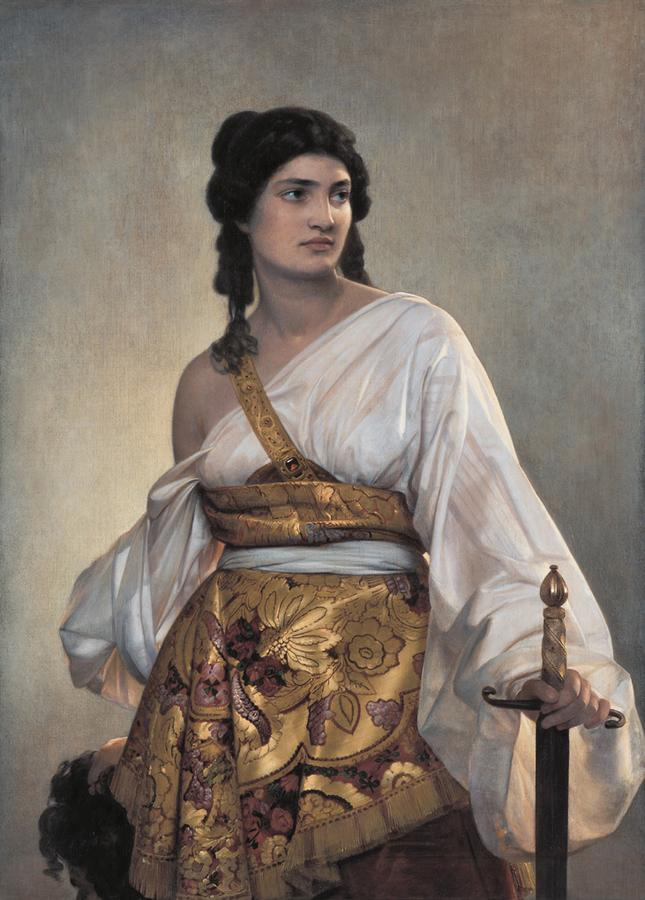
August Riedel, Judit, 1840, Neue Pinakothek

Die Gestalt der Judit erscheint in bildlichen Darstellungen der Neun Guten Heldinnen, sie ist in dieser ikonografischen Reihe eine der drei Vertreterinnen des Judentums.
Die Szenen der Enthauptung des Holofernes und der des heimlichen Aufbruchs, meist mit einer Dienerin oder einem Diener, sowie Judit als ikonische Figur oder im Format eines Porträts, immer mit Holofernes’ Kopf in der Hand, waren ein sehr beliebtes Thema in der abendländischen Kunst. Es wurde – um nur die bekanntesten Beispiele zu nennen – unter anderen von Donatello im Auftakt zur Renaissance in Bronze gegossen als Identifikationsfigur der Florentiner Republik, in der auch die Maler Domenico Ghirlandaio, Botticelli arbeiteten, doch vor allem Artemisia Gentileschi, die das Sujet immer wieder behandelte. Daneben sind Andrea Mantegna, Paolo Veronese, Caravaggio und Bartolomeo Manfredi zu nennen. Im Norden machte Lucas Cranach die Judith mehrmals zum Bildgegenstand, die auch vielfach kopiert wurde. Später malte sie unter anderen auch Peter Paul Rubens. Im 19. Jahrhundert bekam das Sujet vorwiegend eine orientalisierende und erotische Interpretation wie etwa bei Gustav Klimt.
In die bildende Kunst nach 1945 fand Judit ebenfalls Eingang. Ihre Rolle in der Geschichte der Frauen machte die feministische Künstlerin Judy Chicago deutlich: Sie widmete ihr in der Arbeit The Dinner Party eines der 39 Gedecke am Tisch. Der jüdische Künstler Moran Haynal setzte im Jahr 2011 in einer seiner Arbeiten das gesamte Buch Judit als zeitgenössische Kalligraphie um.
Die erste filmische Bearbeitung des Stoffes realisierte David Wark Griffith 1914 mit Judith von Bethulien.
Der kroatische Humanist Marko Marulić verfasste ein Epos Judita, das 1501 fertiggestellt war und 1521 gedruckt wurde.
Dramatisch wurde das Thema unter anderen von Friedrich Hebbel verarbeitet, dessen Drama Judith wiederum von Johann Nestroy als Judith und Holofernes parodiert wurde. Rolf Hochhuth transponiert mit dem Theaterstück Judith (1984) die Thematik ins 20. Jahrhundert am Beispiel des Vietnamkriegs. Der historische Roman „Die Sünderin. Wien 1683“ (2018) von Walter Laufenberg versetzt Judith ins Wien zur Zeit der 2. türkischen Belagerung, wo sie den feindlichen Feldherrn Kara Mustafa zu enthaupten versucht.
Der Barockkomponist Alessandro Scarlatti gestaltete den durchaus operngerechten Stoff zweimal als Oratorium (La Giuditta) in seiner römischen Zeit, als dort gemäß päpstlichem Erlass Opern verboten waren. Antonio Vivaldi vertonte den Stoff in lateinischer Sprache zu seinem Oratorium Juditha triumphans. Pietro Metastasio verarbeitete das Thema in seinem Oratorienlibretto La Betulia liberata, das von ungefähr 50 Komponisten vertont wurde, darunter auch Wolfgang Amadeus Mozart (→ La Betulia liberata). 1985 erfolgte die Uraufführung Siegfried Matthus’ Oper Judith nach dem gleichnamigen Drama von Friedrich Hebbel und Texten aus dem Alten Testament.
Durch den Mord an Holofernes wird Judith in der Kunst oft als sinnliche, kaltblütige Femme fatale dargestellt; so ist das Werk von Franz von Stuck Teil der Ausstellung Femme Fatale. Blick – Macht – Gender (2022/23) in der Hamburger Kunsthalle.